# Bill H. Gross
William „Bill“ Hunt Gross (* 13. dubna 1944) je americký správce fondů a zakladatel společnosti Pacific Investment Management Company, LLC (PIMCO).

## Život
Bill Gross vystudoval psychologii na Dukeově univerzitě v Durhamu v Severní Karolíně, kde v roce 1966 získal bakalářský titul. Po vojenské službě u námořnictva získal v roce 1971 titul MBA na Kalifornské univerzitě v Los Angeles (UCLA). Své studium financoval jako profesionální hráč blackjacku v Las Vegas.
V roce 1971 založil společnost Pacific Investment Management Company, LLC (PIMCO). Řídil fond PIMCO Total Return Fund, který je s aktivy ve výši 236 miliard USD největším fondem s pevným výnosem na světě a celkově pátým největším fondem. V listopadu 1999 byla společnost PIMCO prodána společnosti Allianz Global Investors za 3,3 miliardy USD, Gross si však v PIMCO udržel vlivnou pozici. Grossova soukromá aktiva činila 2,1 miliardy USD.
Se soukromým majetkem ve výši 2,1 miliardy USD se Bill Gross v březnu 2011 umístil na 564. místě žebříčku nejbohatších lidí světa časopisu Forbes.
Poté, co se Gross dlouho těšil úspěchu, jeho fond od roku 2011 tři roky po sobě dosahoval horších výsledků než trh. Dne 26. září 2014 společnost Pimco oznámila, že Bill Gross s okamžitou platností firmu opouští. Od 29. září 2014 do února 2019 pracoval pro správce aktiv Janus Capital Group; v únoru 2019 oznámil, že odchází ze všech funkcí.
Společnost Pimco musela vyplatit za rozchod s Grossem odškodné 81 milionů dolarů, které byly věnovány na charitu.